# Gyöngyösi utca metróállomás
A Gyöngyösi utca a budapesti M3-as metróvonal egyik állomása a Váci út/Gyöngyösi utca kereszteződésénél, a Forgách utca és a Újpest-városkapu között. A megállót 1990. december 14-én adták át a M3-as metróvonal III/B/1 szakaszának részeként. Az állomás 2017. november 4-e és 2019. március 29-e között a metróvonal felújítása miatt le volt zárva.

## Jellemzői
Az állomás szélsőperonos kialakítású, kéregvezetésű formában épült, 4,51 méterrel van a felszín alatt. Az állomás dél felőli kijárata a felszínre vezet. Az Újpest-városkapu felőli kijáratai egy aluljáróba vezetnek, innen érhető el a Duna Plaza. Itt a két oldal a vágányok alatt össze van kötve egy folyosóval.

## Átszállási kapcsolatok
| Gyöngyösi utca | 15, 105, 210, 210B | Duna Plaza bevásárlóközpont, Madarász utcai gyermekkórház, Szcientológia Egyház Budapest |

## Képek

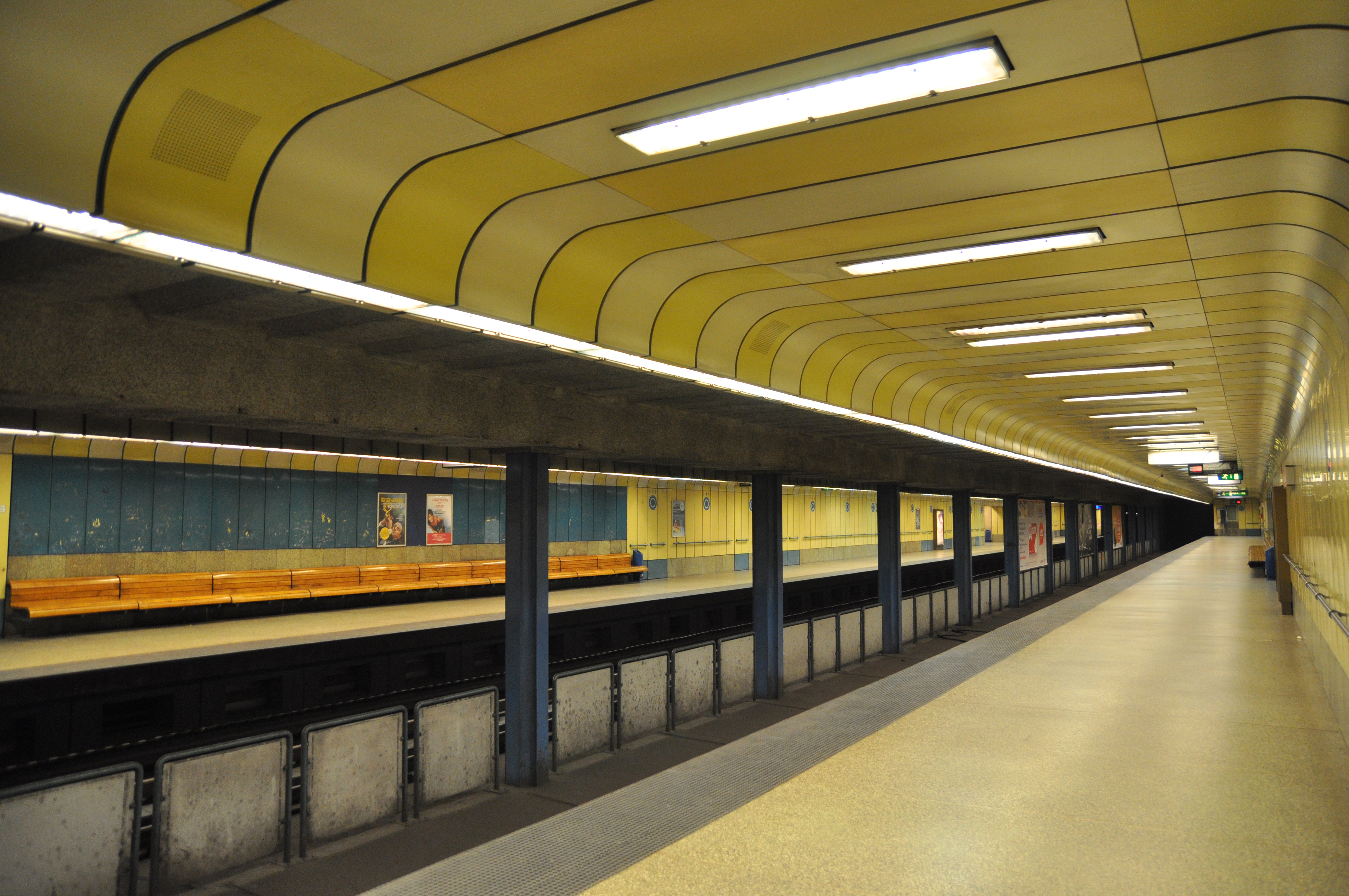
Felújítás előtt (2016)
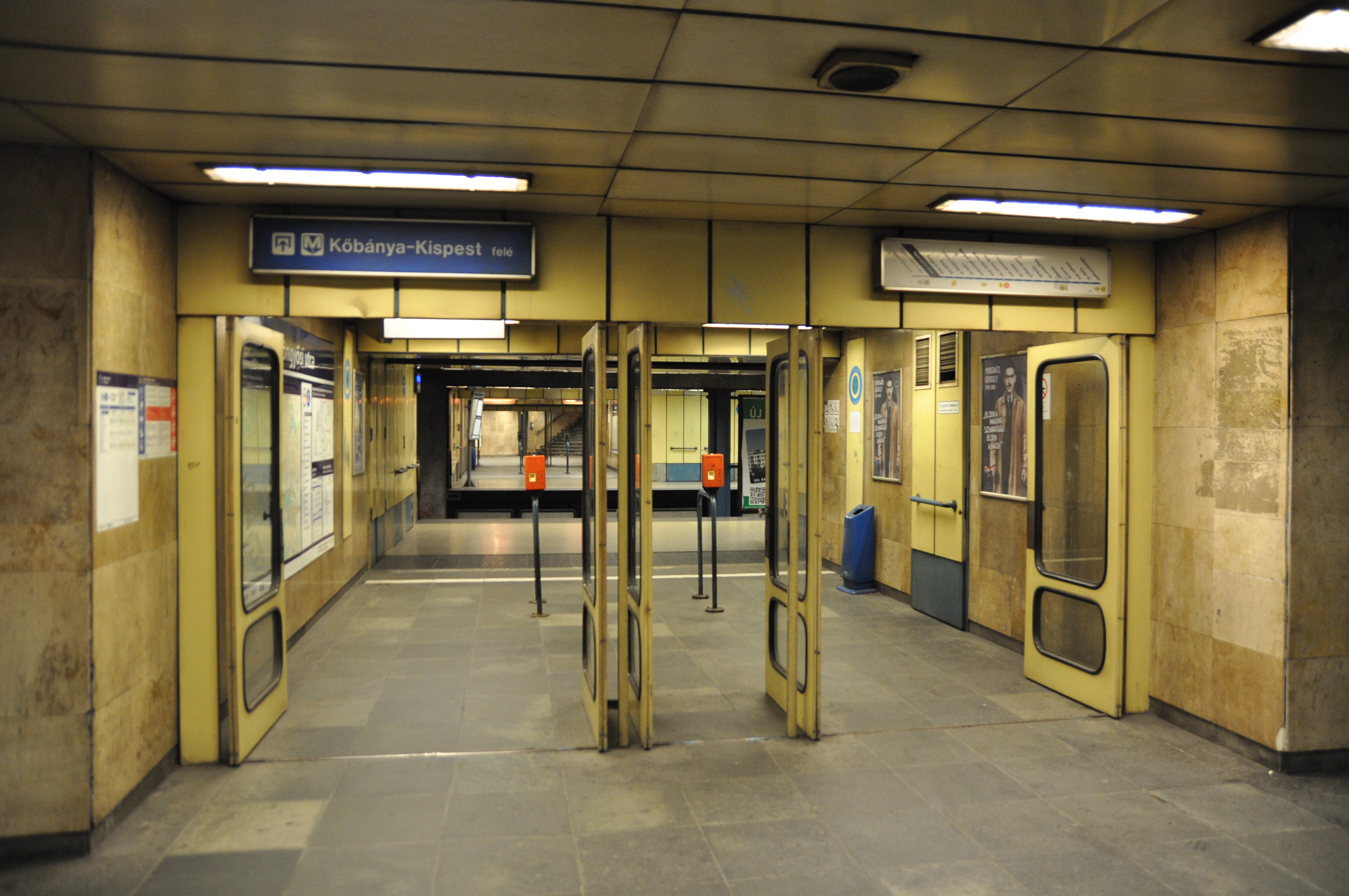
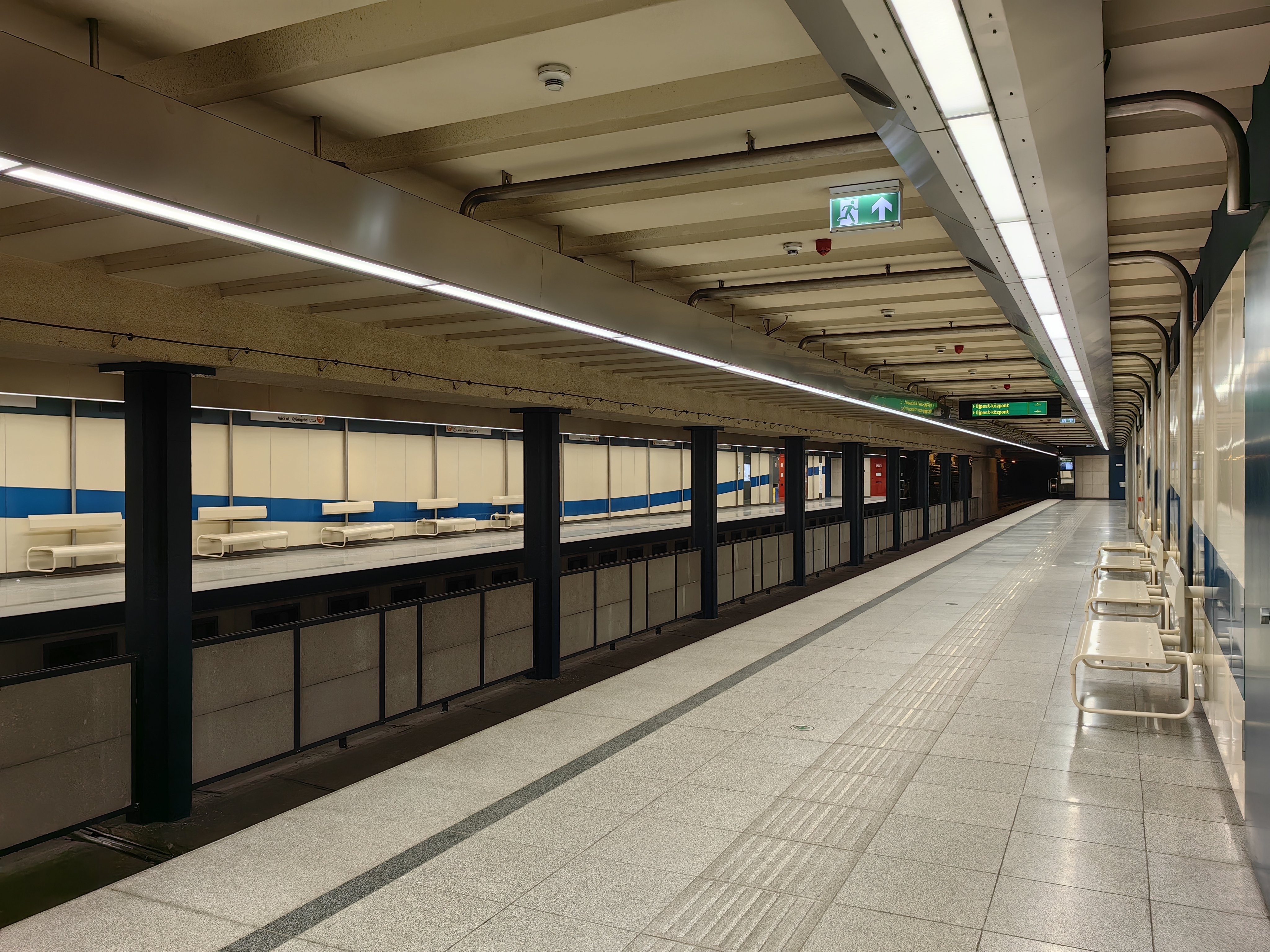
Felújítás után (2023)
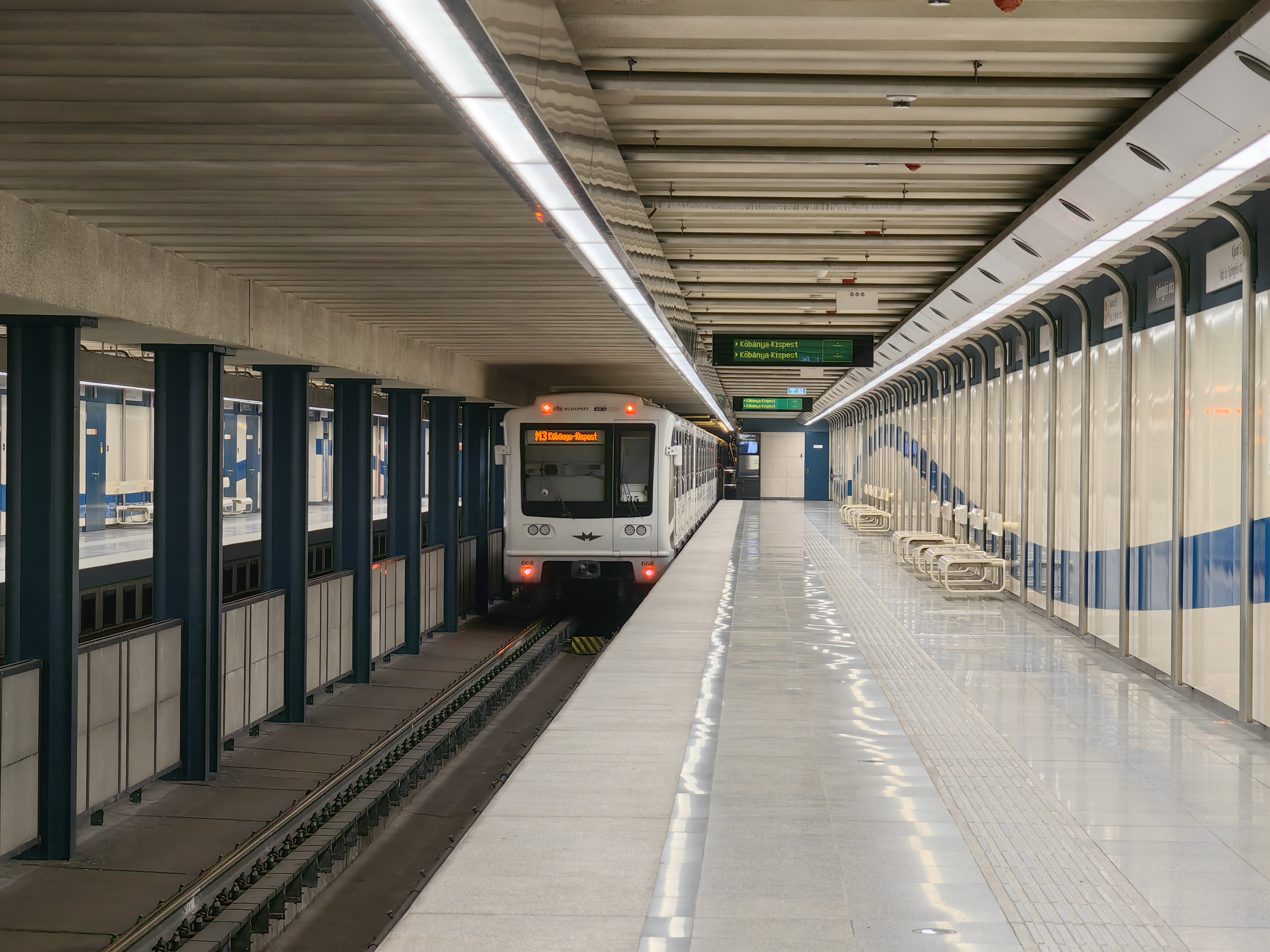
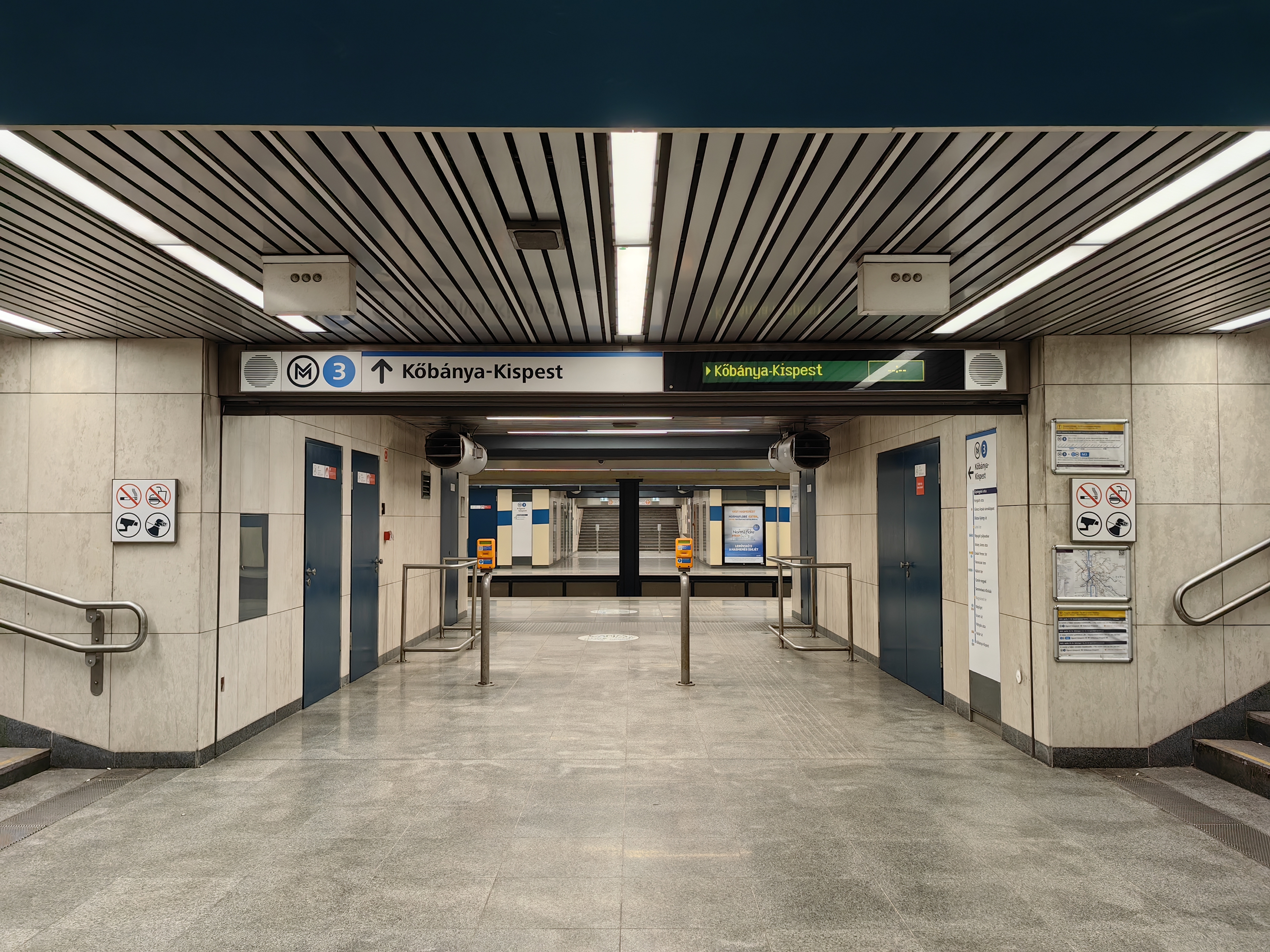
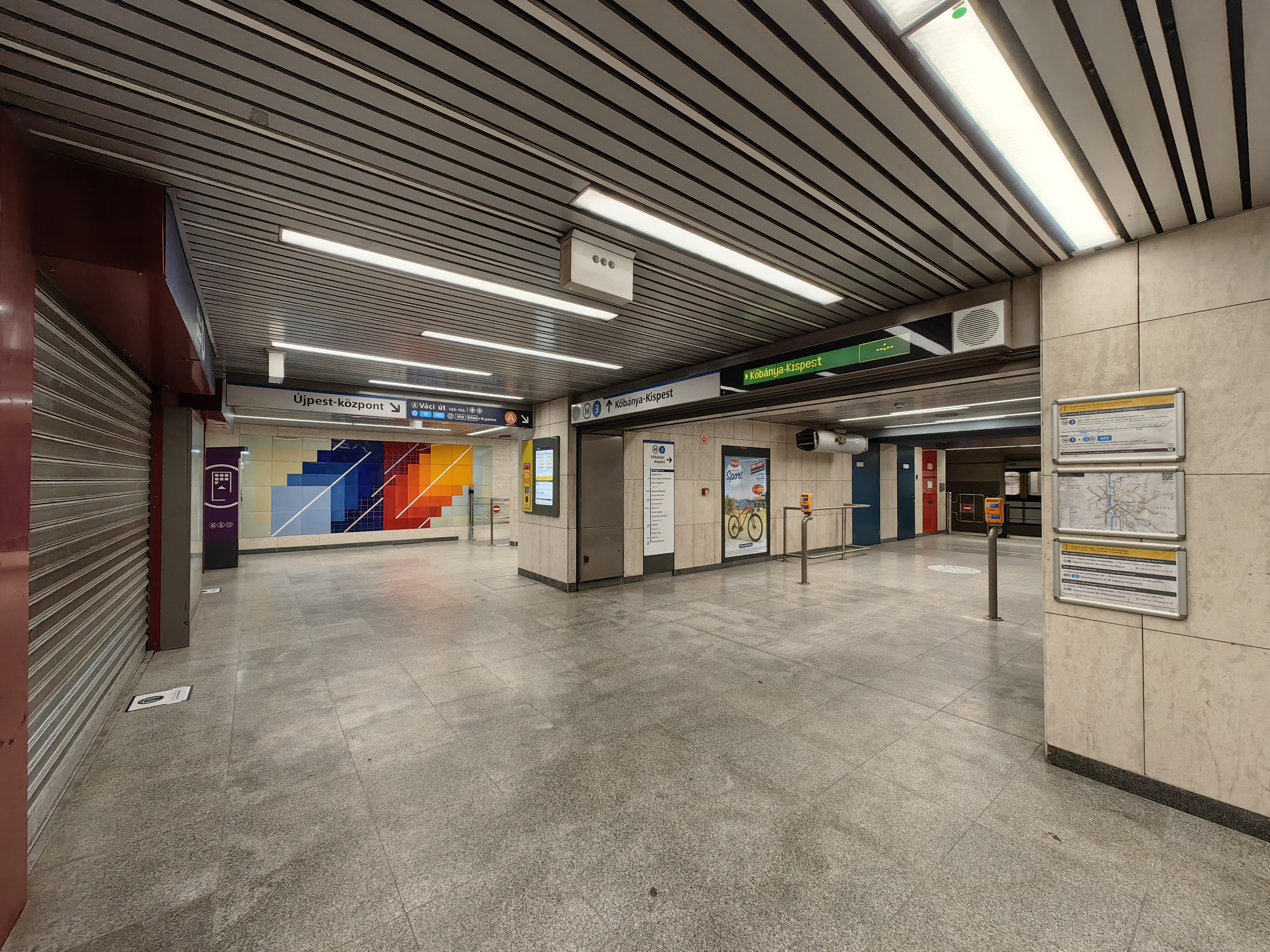
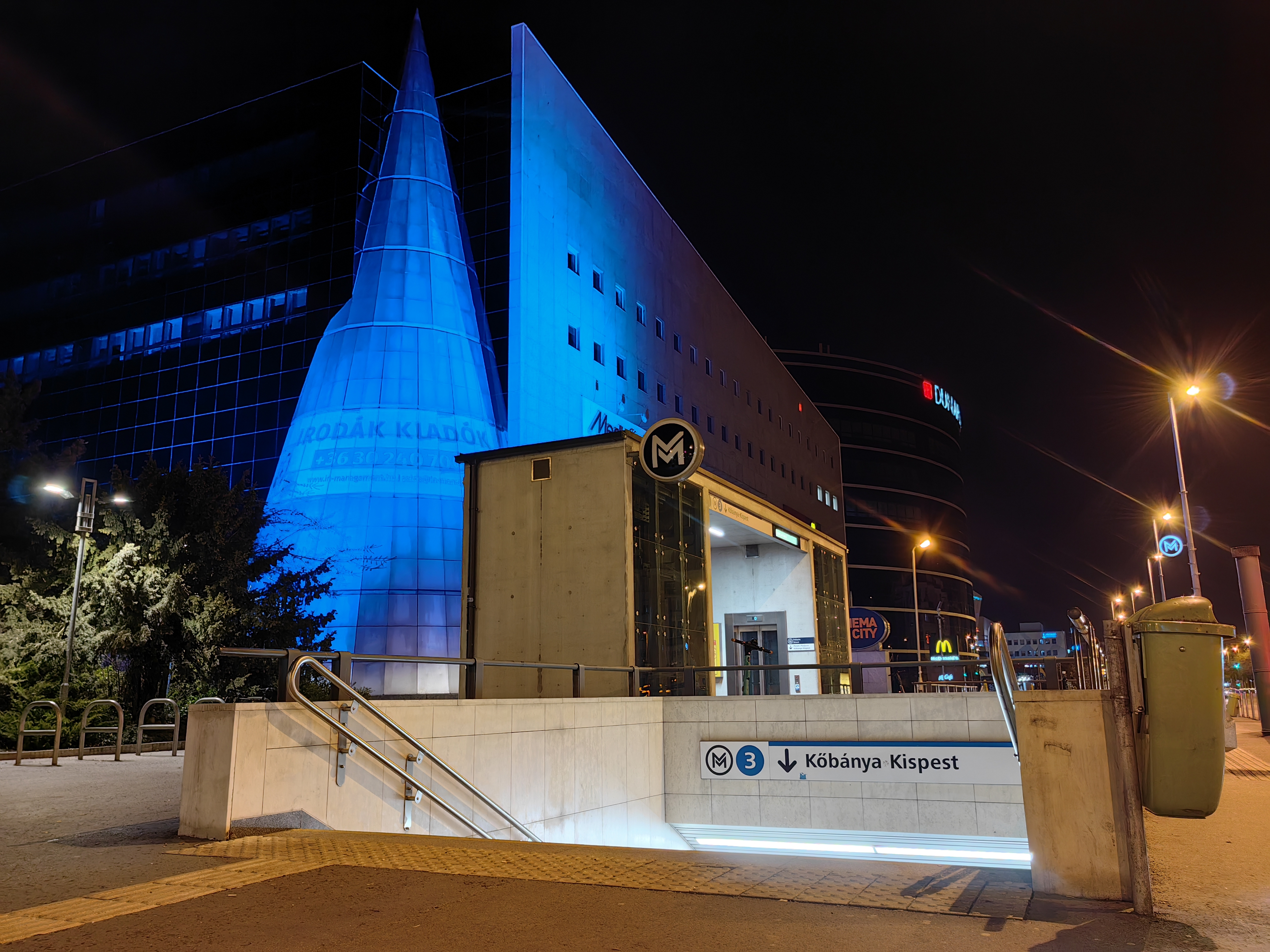